# 721. pehotni polk (Wehrmacht)
Za druge 721. polke glejte 721. polk.
721. pehotni polk (izvirno nemško Infanterie-Regiment 721) je bil eden izmed pehotnih polkov v sestavi redne nemške kopenske vojske med drugo svetovno vojno.

## Zgodovina
Polk je bil ustanovljen 28. aprila 1941 kot polk 15. vala na področju Prage iz prestavljenih nadomestnih enot WK I; polk je bil dodeljen 714. pehotni diviziji.
15. oktobra 1942 je bil polk preimenovan v 721. grenadirski polk.